# Eremomela del Karoo
L'eremomela del Karoo (Eremomela gregalis) és una espècie d'ocell passeriforme que pertany a la família Cisticolidae pròpia del sud d'Àfrica.

## Distribució i hàbitat
Es troba a Namíbia i Sud-àfrica.
L'hàbitat natural són les zones tropicals d'arbustos secs.

## Subespècies
Es reconeixen dues subespècies:
- E. g. damarensis (Wahlberg, Johan August . Wahlberg, JA 1855) - Namíbia (regió d'Oösop al riu Swakop)
- E. g. gregalis (Smith, Andrew. Smith, A 1829)	- zona àrida del Karoo al sud de Namíbia i al nor-oest de la província del Cap.